# Liste der Naturdenkmale in Schönau (Odenwald)
| Naturdenkmale | Anzahl |
| ------------- | ------ |
| FND           | 0      |
| END           | 3      |
| Gesamt        | 3      |

Die Liste der Naturdenkmale in Schönau nennt die verordneten Naturdenkmale (ND) der im baden-württembergischen Rhein-Neckar-Kreis liegenden Stadt Schönau. In Schönau gibt es insgesamt drei als Naturdenkmal geschützte Objekte, keines ist ein flächenhaftes Naturdenkmal (FND), alle sind Einzelgebilde-Naturdenkmale (END).
Stand: 1. November 2016.

## Einzelgebilde (END)
| Name                                      | Bild | Kennung     | Einzelheiten | Position | Fläche Hektar | Datum         |
| ----------------------------------------- | ---- | ----------- | ------------ | -------- | ------------- | ------------- |
| Eibe bei Hasselbach-Hof-Brunnen           | BW   | 82260800001 | Schönau      | ⊙        | 0,0           | 26. Feb. 2004 |
| Weymouth-Kiefer bei Allmendsbrunnen       | BW   | 82260800003 | Schönau      | ⊙        | 0,0           | 26. Feb. 2004 |
| 2 Rotfichten bei Hasselbacher Hof Brunnen | BW   | 82260800002 | Schönau      | ⊙        | 0,0           | 26. Feb. 2004 |
| Legende für Naturdenkmal                  |      |             |              |          |               |               |